# Rhynchostegiella brachypodia
Rhynchostegiella brachypodia là một loài Rêu trong họ Brachytheciaceae. Loài này được M. Fleisch. miêu tả khoa học đầu tiên năm 1923.